# Федерація бодибілдингу України
Федерація бодибілдингу України (ФББУ) — спортивна організація, яка займається проведенням в Україні локальних, регіональних та міжнародних чемпіонатів чемпіонатів з бодибілдингу, фітнесу та ін. Входить до Міжнародної федерації бодибілдингу та фітнесу (IFBB) та включає в себе 24 обласні федерації України.

## Історія
Перша федерація була створена в 1972 році і спочатку носила назву «Комісія з атлетичної гімнастики при федерації важкої атлетики України». Перший чемпіонат відбувся в травні 1972 року в Бердянську, Запорізької області.
У 1992 році була заснована і зареєстрована федерація бодібілдингу України. Того ж року в місті Ґрац, Австрія українська федерація була прийнята до складу Міжнародної федерації бодибілдингу (IFBB), яку з 1946 року очолював її засновник Бен Вейдер. З 2006 року президентом IFBB став Рафаель Сантоха.
З 1992 до 2008 року федерацію очолював Андрій Долгокір (Запоріжжя), Заслужений тренер України, суддя міжнародної категорії. У 2004 році федерація отримала статус національної, який був присвоєний їй згідно з наказом Держкомспорту України. З 2008 року по теперішній час президентом федерації є Ігор Делієв, Заслужений працівник фізичної культури і спорту України, Заслужений тренер України, суддя міжнародної категорії.